# Tiaré (Dalo)
Pour les articles homonymes, voir Tiaré.
Ne doit pas être confondu avec Tiaré (Sapouy).
Tiaré est une commune rurale située dans le département de Dalo de la province du Ziro dans la région du Centre-Ouest au Burkina Faso.